# Cosas que nos hacen sentir bien
Cosas que nos hacen sentir bien är det tredje studioalbumet av den spanska musikgruppen El Sueño de Morfeo. Det gavs ut den 26 maj 2009 och innehåller 13 låtar.

## Låtlista
| Nr  | Titel                      | Längd |
| --- | -------------------------- | ----- |
| 1.  | Ven                        | 3:07  |
| 2.  | No Sé Donde Voy            | 3:38  |
| 3.  | Si No Estas                | 3:00  |
| 4.  | Volver a Empezar           | 3:52  |
| 5.  | Quien Te Crees             | 3:41  |
| 6.  | La Voz de Mi Conciencia    | 3:34  |
| 7.  | Gente                      | 3:30  |
| 8.  | Mas Allá del Bien y el Mal | 4:04  |
| 9.  | Miel en los Labios         | 3:19  |
| 10. | Me He Cansado de Esperar   | 3:19  |
| 11. | No Voy a Cambiar           | 2:55  |
| 12. | No Hay Vuelta Atrás        | 4:15  |
| 13. | Enseñame a Olvídar         | 3:45  |

## Listplaceringar
| Lista   | Topplacering |
| ------- | ------------ |
| Spanien | 3            |